# 武东和
武东和（1940年5月-），河北人，中华人民共和国政治人物、外交官。
1965年，武东和自北京外国语学院法语系毕业。次年，他进入中华人民共和国外交部工作。
1966年至1969年任外交部翻译室科员。1969年至1974年任外交部礼宾司科员。1974年至1978年任驻多哥共和国大使馆三秘。1978年至1983年任驻马达加斯加民主共和国大使馆二秘、一秘。1983年至1989年任外交部非洲司副处长、处长、参赞。 1990年，中华人民共和国驻尼日尔大使。1992年至1993年任外交部大使。1993年至1995年任驻马里共和国特命全权大使。1995年至1998年任外交部办公厅主任。1998年至1999年任外交部部长助理。1999年至2001年任部领导成员、外交部纪律检查委员会书记。2001年，接替王国章担任中华人民共和国驻朝鲜大使。2006年，由刘晓明接任。